# Henri Lemaître (nuntius)
Henri Lemaître (Mortsel, 17 oktober 1921 – Rome, 20 april 2003) was een Vlaamse rooms-katholieke geestelijke.
Hij werd priester gewijd op 28 juli 1946. In 1969 werd hij titulair aartsbisschop van het bisdom Tongeren gewijd door kardinaal Leo Suenens. In dat jaar werd hij pauselijk vertegenwoordiger in Vietnam en Cambodja. Na de hereniging van Vietnam in 1976 werd de nuntius samen met de buitenlandse missionarissen uit Vietnam verbannen.
Van 1975 tot 1981 was Lemaître pronuntius in Oeganda. In november 1981 werd hij benoemd tot voorzitter van de hulporganisatie Kerk in Nood/Oostpriesterhulp als opvolger van Werenfried van Straaten. In 1985 werd hij benoemd tot pronuntius in de Scandinavische landen Noorwegen, Zweden, IJsland, Finland en Denemarken. In 1992 werd hij pauselijk nuntius in Nederland en bleef in die functie tot 1997. Hij stierf in 2003 op 81-jarige leeftijd. 